# Vegetatieperiode
De vegetatieperiode of vegetatietijd is het zich in een regelmatig ritme herhalen van het deel van de jaargetijden, waarin een plant actief groeit en zich ontvouwt.
De vegetatieperiode reikt bij
- één- en tweejarige planten van de kieming tot het afsterven.
- meerjarige kruidachtige planten van het uitschieten tot de terugtrekking in de overlevingsstaat
- meerjarige houtachtige planten van het uitschieten tot de abscissie
- groenblijvende planten van begin tot de stilstand van de actieve groei.

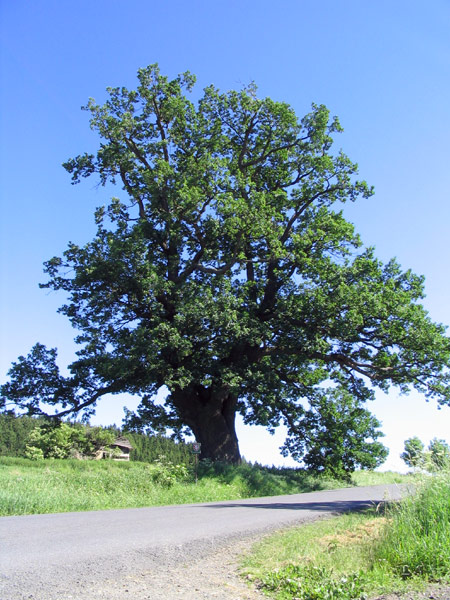
Zomereik in de vegetatieperiode
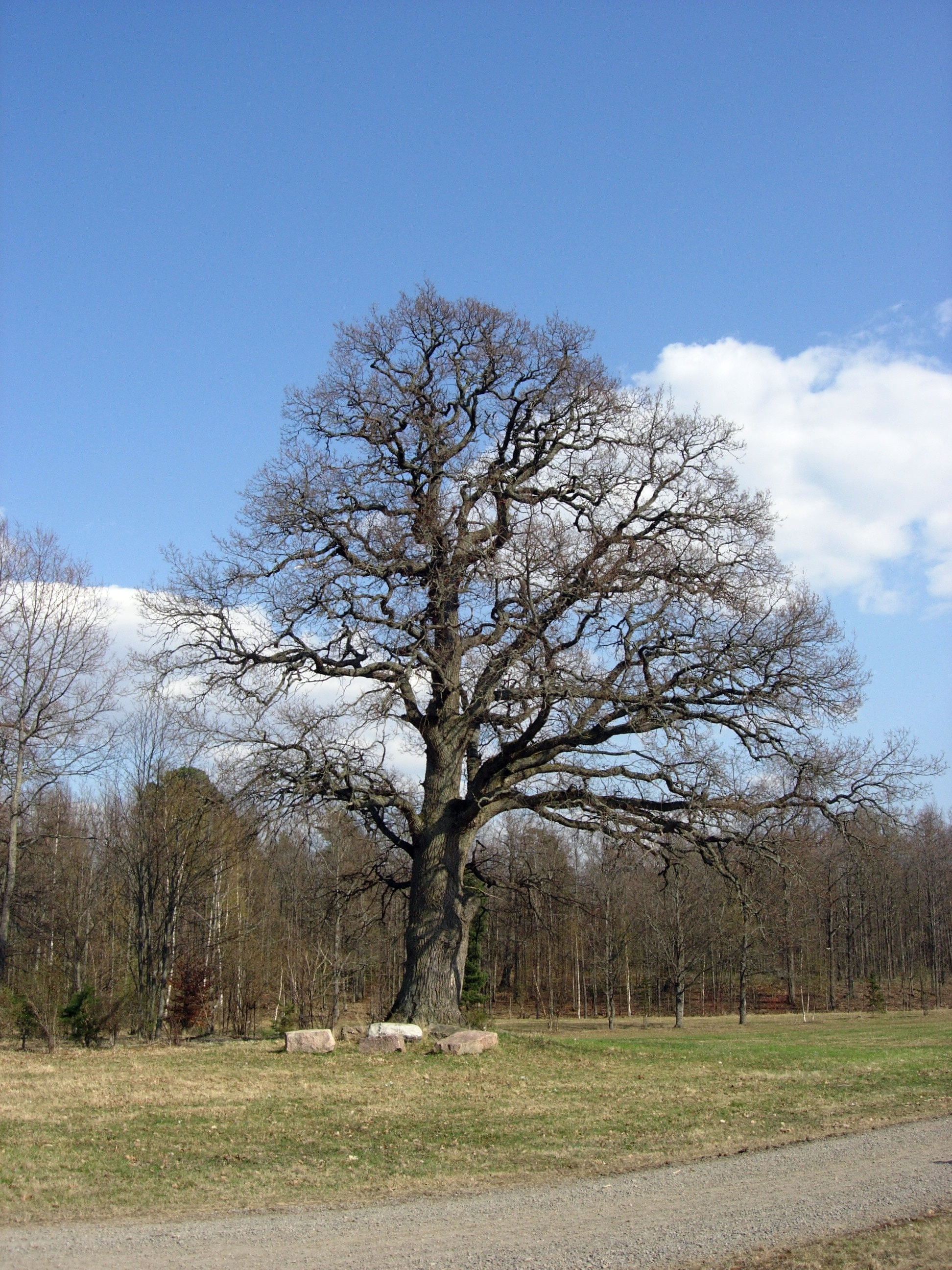
Zomereik in de rustperiode